# Протокол Корфу
Корфський протокол (грец. Πρωτόκολλο της Κέρκυρας, алб. Protokolli i Korfuzit) — угода, підписана на острові Корфу 17 травня 1914 представниками Албанії і Північного Епіру.
Переговори проводилися на острові Корфу, де представники Албанії та Північного Епіру підписали угоду, відому як Корфський протокол. За його умовами дві провінції, Корча і Гірокастра, отримували повну автономію (corpus separatum) під номінальним суверенітетом албанського князя Віда. Албанський уряд мав право призначати і звільняти губернаторів і вищих чиновників, спираючись на думку місцевого населення. Іншими пунктами були: пропорційний набір корінних жителів до місцевої жандармерії і заборона знаходження у регіоні військових загонів, набраних не з місцевого населення. У православній школі грецька мова має бути єдиною мовою навчання, за винятком перших трьох класів. Грецька мова ставала також рівноправною з албанською в офіційній сфері. Привілеї османської епохи у Хімарі відновлювалися, як «капітан» (правитель) на 10 років призначався іноземець.
Виконання і дотримання протоколу було покладено на Міжнародну контрольну комісію, а також організації державного управління та відділи юстиції та фінансів у регіоні. Створення та підготовка місцевої жандармерії повинні були проводитися голландськими офіцерами.
Договір був ратифікований Протоколом представників великих держав в Афінах 18 червня і албанським урядом 23 червня. Установчі збори Епіру у Дельвіні також затвердили умови протоколу, хоча делегати Хімари протестували, стверджуючи, що тільки союз з Грецією може дати життєздатне рішення. На початку липня міста Тепелена і Корча (8 липня) перейшли під контроль тимчасового уряду Північного Епіру.